# Joseph Kruskal
Joseph Bernard Kruskal (New York City, 29 gennaio 1929 – 19 settembre 2010) è stato uno statistico e matematico statunitense, fratello del fisico Martin David Kruskal e dello statistico William Kruskal.
Studiò alle Università di Chicago e di Princeton; in quest'ultima conseguì nel 1954 il PhD.
Il dottorato venne seguito formalmente da Albert W. Tucker e Roger Lyndon, in pratica però da Paul Erdős.
I principali contributi di Kruskal alla statistica sono legati alla formulazione dello scaling multidimensionale. 
Nell'ambito dell'informatica contribuì con l'albero minimo di un grafo pesato.
Portano il suo nome l'Algoritmo di Kruskal e il Teorema di Kruskal.

## Scritti
- Multidimensional scaling by optimising goodness of fit to a nonmetric hypothesis, in Psychometrika, 1964
- Nonmetric multidimensional scaling: a numerical method, in Psychometrika, 1964
- Analysis of factorial experiments by estimating monotone tranformation of the data, in Journal of the Royal Statistical Society, 1965
- A nonparametric variety of linear factor analysis, in Psychometrika, coautore R.N.Shepard, 1974
- Multidimensional scaling and other methods for discovering structure, in Mathematical Methods for Digital Computers (a cura di Enslein, Ralston, Wilf), 1977
- The relationship between multidimensional scaling and clustering, in Classification and Clustering (a cura di Van Ryzin), 1977
- Multidimensional scaling, coautore M.Wish, 1978